# Mnet Asian Music Awards 2018
Die Mnet Asian Music Awards feierten im Jahr 2018 ihr 20. Jubiläum. Wie schon 2017 wurde die Preisverleihung auch in diesem Jahr wieder an verschiedenen Tagen und in verschiedenen Städten abgehalten. Am 10. Dezember kehrten die Mnet Asian Music Awards zum ersten Mal seit 2009 wieder nach Südkorea zurück.
2018 wurde mit dem Worldwide Icon of the Year ein vierter Hauptpreis (Daesang) eingeführt, der nur durch Online-Abstimmungen und Abrufzahlen von Musikvideos ermittelt wird.

## Veranstaltungsorte
| Datum        | Ort      | Arena                   | Motto                           |
| ------------ | -------- | ----------------------- | ------------------------------- |
| 10. Dezember | Seoul    | Dongdaemun Design Plaza | 2018 MAMA Premiere in Korea     |
| 12. Dezember | Saitama  | Saitama Super Arena     | 2018 MAMA Fans’ Choice in Japan |
| 14. Dezember | Hongkong | AsiaWorld-Arena         | 2018 MAMA in Hong Kong          |

## Abstimmungskriterien
Qualifiziert für eine Nominierung waren Lieder und Alben, die zwischen dem 18. Oktober 2017 und dem 31. Oktober 2018 veröffentlicht wurden.
Die Nominierten wurden am 1. November 2018 bekannt gegeben. Vom 1. November bis zum 9. Dezember fand die Online-Abstimmung statt.

### K-Pop
| Kategorien                                                 | Mwave Online-Abstimmung | MAMA Expertenjury | Digitale Verkäufe | Physische Verkäufe |
| ---------------------------------------------------------- | ----------------------- | ----------------- | ----------------- | ------------------ |
| Artist of the Year Award Category (Künstler-Kategorien) 1) | 20 %                    | 30 %              | 30 %              | 20 %               |
| Song of the Year Award Category (Genre-Kategorien) 2)      | 20 %                    | 40 %              | 30 %              | 10 %               |
| Album of the Year                                          | –                       | 40 %              | –                 | 60 %               |
| Special Prize 3)                                           | 30 %                    | 70 %              | –                 | –                  |

Neue Kategorien 2018:
| Kategorien                 | Mwave Online-Abstimmung | Abstimmung auf sozialen Medien | Musikvideo Abrufzahlen | Liveabstimmung auf sozialen Medien |
| -------------------------- | ----------------------- | ------------------------------ | ---------------------- | ---------------------------------- |
| Worldwide Icon of the Year | 60 %                    | 20 %                           | 20 %                   | + 10 %                             |
| Global TOP 10 Fans’ Choice | 60 %                    | 20 %                           | 20 %                   | –                                  |

### Asiatische Musik
Qualifiziert für eine Nominierung waren Lieder und Alben, die zwischen dem 18. Oktober 2017 und dem 30. September 2018 in Japan, China, Thailand, Vietnam und Indonesien veröffentlicht wurden.
Die Gewinner wurden von einer internationalen Expertenjury bestimmt.

### Professionelle Kategorien
Qualifiziert für eine Nominierung waren Mitarbeiter in der Musikindustrie, die an Projekten mitgearbeitet haben, die zwischen dem 18. Oktober 2017 und dem 31. Oktober 2018 veröffentlicht wurden.
Die Gewinner wurden anhand der Chart-Daten in den jeweiligen Ländern und von einer Expertenjury bestimmt.

## Gewinner und Nominierte
Die Gewinner der jeweiligen Preise sind fett dargestellt.
| Artist of the Year (Daesang) | Album of the Year (Daesang) |
| --- | --- |
| - BTS - Blackpink - Twice - Wanna One - Mamamoo | - BTS – Love Yourself: Tear - Twice – What Is Love? - Wanna One – 0+1=1 (I Promise You) - Red Velvet – The Perfect Red Velvet - Seventeen – You Make My Day |
| Song of the Year (Daesang) | Worldwide Icon of the Year (Daesang) |
| - Twice – What Is Love? - Blackpink – Ddu-Du Ddu-Du - IKON – Love Scenario - Mamamoo – Starry Night - BTS – Fake Love | - BTS - Blackpink - Got7 - Mamamoo - Monsta X - NCT 127 - NU’EST W - Seventeen - Twice - Wanna One |
| Best New Male Artist | Best New Female Artist |
| - Stray Kids - HAON - Kim Dong-han - The Boyz - VINXEN - Hyeongseop X Euiwoong | - IZ*ONE - Nature - GWSN - (G)I-DLE - Loona - Fromis 9 |
| Best Male Group | Best Female Group |
| - Wanna One - Got7 - NCT 127 - NU’EST W - BTS - Seventeen | - Twice - Blackpink - Red Velvet - Mamamoo - Momoland - GFriend |
| Best Male Artist | Best Female Artist |
| - Roy Kim - Dean - Park Hyo-shin - Zico - Hwang Chi-yeol | - Sunmi - IU - Chungha - Taeyeon - Heize |
| Best Dance Performance – Solo | Best Dance Performance – Male Group |
| - Chungha – Roller Coaster - Sunmi – Siren - Seungri – 1, 2, 3! - Hyuna – Lip & Hip - Hyolyn – Dally (Feat. Gray) | - Seventeen – Oh My! - Wanna One – Boomerang - Got7 – Lullaby - Monsta X – Shoot Out - BTS – Fake Love - Pentagon – Shine |
| Best Dance Performance – Female Group | Best Vocal Performance – Solo |
| - Twice – What Is Love? - AOA – Bingle Bangle - Blackpink – Ddu-Du Ddu-Du - Red Velvet – Bad Boy - Lovelyz – That Day - Oh My Girl – Secret Garden | - Heize – Didn’t Know Me - Roy Kim – Only Then - Park Hyo-shin – Sound of Winter - Lim Chang-jung – There has Never Been a Day I Haven’t Loved You - Jung Seung-hwan – The Snowman |
| Best Vocal Performance – Group | Best Unit |
| - iKON – Love Scenario - Mamamoo – Starry Night - Melomance – Tale - Bolbbalgan4 – Travel - BtoB – Only One for Me | - Wanna One Triple Position – Kangaroo - EXO-CBX – Blooming Day - gugudan SEMINA – SEMINA - Seventeen BSS – Just Do It - Girls’ Generation-Oh!GG – Lil’ Touch |
| Best Band Performance | Best HipHop & Urban Music |
| - Hyukoh – Love Ya! - DAY6 – Shoot Me - F.T. Island – Summer Night’s Dream - Guckkasten – Stranger - Kiha and the Faces – Cho Shim | - Zico – Soulmate (Feat. IU) - Dean – instagram - Jay Park – Soju - Crush – Bittersweet - Heize – Jenga (feat. Gaeko) |
| TikTok Best Music Video | Best OST |
| - BTS – Idol - Blackpink – Ddu-Du Ddu-Du - Twice – What Is Love? - Wanna One – Beautiful - SHINee – Good Evening | - Seventeen – A-Teen (A-Teen) - NU’EST W – And I (Mr. Sunshine) - Roy Kim – No Longer Mine (Familiar Wife) - Park Hyo-shin – The Day (Mr. Sunshine) - Paul Kim – Every Day, Every Moment (Should We Kiss First?) |
| Mwave Global Fans’ Choice | Global Top 10 Fan’s Choice |
| - BTS – Fake Love - Wanna One – Beautiful - Monsta X – Dramarama - JBJ – My Flower - Got7 – Look - EXO-CBX – Blooming Day - Seventeen – Oh My - Stray Kids – My Pace - Got7 – Lullaby | - Mamamoo - Twice - Wanna One - BTS - Got7 - Blackpink - Seventeen - NCT 127 - NU’EST W - Monsta X |
| Favorite Music Video | Favorite Vocal Artist |
| - BTS – Idol - Twice – What Is Love? - Wanna One – Beautiful | - Mamamoo - iKon - BtoB |
| Favorite Dance Artist (Male) | Favorite Dance Artist (Female) |
| - BTS - Got7 - Wanna One | - Twice - Blackpink - Red Velvet |
| Special Awards | Professional Awards |
| - Best New Asian Artist (Thailand) – The Toyz - Best New Asian Artist (Vietnam) – Orange - Best New Asian Artist (Mandarin) – Dean Ting - Best New Asian Artist (Indonesien) – Marion Jola - Best New Asian Artist (Japan) – Hiragana Keyakizaka46 - Best of Next Award – (G)I-DLE - DDP Best Trend Award – Wanna One - MAMA Style in Music: Monsta X - Favorite Dance Artist (Japan) – Bullet Train - New Asian Artist – IZ*ONE - TikTok Most Popular Artist – Got7 - Inspiration Award – Janet Jackson - Best Asian Style – BTS - Discovery of the Year – Momoland - Best Asian Artist (Mandarin) – JJ Lin - Best Asian Artist (Vietnam) – Hương Tràm - Best Asian Artist (Indonesien) – Afgan - Best Asian Artist (Japan) – Da Pump - Best Asian Artist (Thailand) – Peck Palitchoke | - Best Engineer of the Year – LalellmaNino & Java Finger - Best Composer of the Year – Deanfluenza - Best Producer of the Year – Pdogg - Best Choreographer of the Year – Son Sung Deuk - Best Art Director of the Year – MU:E - Best Video Director of the Year – Lo Ging-zim - Best Executive Producer of the Year – Bang Si-hyuk |

## Moderation und Präsentatoren

### Südkorea
| Name                       | Anmerkungen                                                        |
| -------------------------- | ------------------------------------------------------------------ |
| Jung Hae-in                | Moderation                                                         |
| Bae Yoon-young, Lee Ki-woo | Präsentatoren für Best New Asian Artist (Thailand, Vietnam)        |
| Jung Hae-in                | Präsentator für die Professional Awards                            |
| Ji-Soo, Jung Chae-yeon     | Präsentatoren für Best New Asian Artist (China, Indonesien, Japan) |
| Kang Seung-hyun            | Präsentator für Best of Next Award                                 |
| Kim Yu-ri, Hong Jong-hyun  | Präsentatoren für Best New Artists                                 |
| Kim So-hyun                | Präsentator für DDP Best Trend Award                               |

### Japan
| Name                             | Anmerkungen                                                                     |
| -------------------------------- | ------------------------------------------------------------------------------- |
| Park Bo-gum                      | Moderation                                                                      |
| Yoon Hyun-min, Lee Da-hee        | Präsentatoren für Global Top 10 Fan’s Choice                                    |
| Minue                            | Präsentator für Favorite Dance Artist (Japan)                                   |
| Ha Seok-jin                      | Präsentator für Favorite Music Video                                            |
| Kwon Hyuk-soo                    | Präsentator für Global Top 10 Fan’s Choice                                      |
| Choi Tae-joon, Lee Sung-kyung    | Präsentatoren für Global Top 10 Fan’s Choice                                    |
| Matsushige Yutaka, Shin Ah-Young | Präsentatoren für Favorite Vocal Artist                                         |
| Yang Se-jong                     | Präsentator für Favorite Dance Artist (Male)                                    |
| Jung Il-woo, Jung So-min         | Präsentatoren für Global Top 10 Fan’s Choice                                    |
| Ha Seok-jin, Choi Kang-hee       | Präsentatoren für Favorite Dance Artist (Female) und Global Top 10 Fan’s Choice |
| Jang Hyuk                        | Präsentator für Worldwide Icon of the Year                                      |

### Hongkong
| Name                               | Anmerkungen                                                                            |
| ---------------------------------- | -------------------------------------------------------------------------------------- |
| Song Joong-ki                      | Moderation                                                                             |
| Kim Dong-wook, Kim Da-mi           | Präsentatoren für Best Unit                                                            |
| Lee Yi-kyung, Moon Ga-bi           | Präsentatoren für Best Vocal Performance Solo                                          |
| Yoon Jong-bin, Lee Sun-bin         | Präsentatoren für Best OST                                                             |
| In Gyo-jin, So E-un                | Präsentatoren für New Asian Artist                                                     |
| Kwon Hyuk-soo & Bae Jung-nam       | Präsentatoren für Mwave Global Fans’ Choice                                            |
| Lee Jun-hyung & Seo Eun-su         | Präsentatoren für Best Dance Performance – Female Group und TikTok Most Popular Artist |
| Park Sung-woong                    | Präsentator für Seventeens Episode 17 Performance                                      |
| Song Joong-ki, Jackson, Daehwi, RM | Präsentatoren für Janet Jacksons Inspiration Award                                     |
| Park Sung-Woong, EL                | Präsentatoren für Best Asian Style und Discovery of the Year                           |
| Ahn Jae-hyun, Kim Sa-rang          | Präsentatoren für Best Male Artist und Best Dance Performance – Solo                   |
| Lee Seung-chul, Lee Yo-won         | Präsentatoren für TikTok Best Music Video                                              |
| Kim Jong-kook                      | Präsentator für Best Asian Artist (Mandarin)                                           |
| Seo Hyun-jin                       | Präsentatorin für Best Female Group                                                    |
| Ahn Jae-hyun, Jung Rye-won         | Präsentatoren für Best Dance Performance – Male Group                                  |
| Lee Jin-uk                         | Präsentator für Best Female Artist                                                     |
| Kim Sung-ryung                     | Präsentatorin für Best Male Group                                                      |
| Angelababy                         | Präsentator für Album of the Year                                                      |
| Cha Seung-won                      | Präsentator für Song of the Year                                                       |
| Hwang Jung-min                     | Präsentator für Artist of the Year                                                     |

## Liveacts

### Südkorea
| Name                                  | Titel                                    | Motto                        |
| ------------------------------------- | ---------------------------------------- | ---------------------------- |
| Sunwoo (THE BOYZ) & Soyeon ((G)I-DLE) | Supermagic                               | Rookie’s Challenge           |
| Hyeongseop X Euiwoong                 | I Don’t Care                             | Rookie’s Challenge           |
| Gyuri, Nagyung und Hayoung (Fromis 9) | My Type                                  | Rookie’s Challenge           |
| Stray Kids                            | Like Ooh-Ahh                             | Rookie’s Challenge           |
| IZ*ONE                                | Energetic                                | Rookie’s Challenge           |
| Loona                                 | Love&Live, Girl Front, love4eva, Hi High | Run the World                |
| Hiragana Keyakizaka                   | Kitaishiteinai Jibun                     | Run the World                |
| Fromis 9, Hyeongseop X Euiwoong       | Love Bomb                                | Boys and Girls in Wonderland |
| Hyeongseop X Euiwoong                 | Love Tint                                | Boys and Girls in Wonderland |
| Fromis 9, Hyeongseop X Euiwoong       | DKDK, It Will Be Good                    | Boys and Girls in Wonderland |
| Dean Ting                             | I Miss You                               | –                            |
| Nature                                | Allegro Cantabile, Some (You'll Be Mine) | Girls’ Revolution            |
| GWSN                                  | Puzzle Moon                              | Girls’ Revolution            |
| Marion Jola                           | Jangan                                   | –                            |
| IZ*ONE                                | La Vie en Rose                           | Blossom Of Love              |
| Kim Dong-han                          | Good Night Kiss                          | From Dusk 'Til Dawn          |
| (G)I-DLE                              | Hann (Alone) Intro, Latata               | From Dusk 'Til Dawn          |
| The Toys                              | Before Rain                              | –                            |
| VINXENs Yoo Jae-suk                   | Barcode, U Don't Even Know               | Portrait: VINXEN             |
| Orange                                | Stranger Please                          | –                            |
| The Boyz, Stray Kids                  | Boy Intro, Right Here, My Pace           | New Challenger               |
| Wanna One                             | Hide And Seek, Spring Breeze             | Eternal Moment               |

### Japan
| Name                                               | Titel                                                    | Motto                   |
| -------------------------------------------------- | -------------------------------------------------------- | ----------------------- |
| Wanna One                                          | Heartbeat                                                | MAMA Great Moments      |
| Stray Kids                                         | Overdose, Growl                                          | MAMA Great Moments      |
| Solar, Wheein, Jooheon, Kim Jae-hwan, Ha Sung-woon | Eyes, Nose, Lips                                         | MAMA Great Moments      |
| IZ*ONE                                             | The Boys                                                 | MAMA Great Moments      |
| Twice                                              | Bad Girl Good Girl                                       | MAMA Great Moments      |
| Monsta X, Got7                                     | Fantastic Baby                                           | MAMA Great Moments      |
| IZ*ONE, Monsta X, Twice, Got7                      | Bounce (Dubstep Ver.)                                    | MAMA Great Moments      |
| Stray Kids                                         | P.A.C.E, Hellevator, District 9                          | The New Champion        |
| Bullet Train                                       | Need You                                                 | –                       |
| Monsta X                                           | Spark, Jealousy, Shoot Out                               | Crime and Punishment    |
| IZ*ONE                                             | Memory, La Vie En Rose, Rumor                            | Dear My Friends         |
| NU'EST W                                           | Where You At, Dejavu, Help Me, Shadow                    | Before The Dawn         |
| Twice                                              | Yes or Yes, What Is Love?, Dance the Night Away          | The Greatest Twice Show |
| Mamamoo                                            | Cleopatra, Easy, Selfish, Don't, Egotistic, Starry Night | Born To Be Mamamoo      |
| Wanna One                                          | Light, Boomerang, I.P.U                                  | Destiny                 |
| BTS                                                | Fake Love, Anpanman                                      | Birth of a Hero         |

### Hongkong
| Name                         | Titel                                                       | Motto                 |
| ---------------------------- | ----------------------------------------------------------- | --------------------- |
| Tiger JK, Vernon (Seventeen) | Double Up                                                   | 09:18                 |
| Chungha                      | I Want You (Dance Remix Ver.)                               | 09:18                 |
| Yoon Mi-Rae, Tiger JK        | Timeless, For The People, Monster                           | 09:18                 |
| Yoon Mi-Rae, Tiger JK, Bizzy | Mantra                                                      | 09:18                 |
| Cosmic Girls                 | Save Me, Save You                                           | Girl Gone Wild        |
| Oh My Girl                   | Remember Me                                                 | Girl Gone Wild        |
| Cosmic Girls, Oh My Girl     | Girls on Top (MAMA Ver.)                                    | Girl Gone Wild        |
| Roy Kim                      | Only Then, The Hardest Part                                 | A Lonely Goodbye      |
| Momoland                     | Baam, Bboom Bboom                                           | Codename M & M        |
| Mommy Son, Momoland          | Boy Jump                                                    | Codename M & M        |
| Seventeen                    | Oh My!, Flower, Bring It, Getting Closer                    | Episode 17            |
| Heize                        | Jenga, First Sight                                          | Winter Is Here        |
| Chungha                      | Rollercoaster, Love U                                       | Winter Is Here        |
| Sunmi                        | Addict, Siren                                               | Winter Is Here        |
| IZ*ONE                       | Colors, La Vie en Rose                                      | Colorize              |
| nafla, Swings                | Wu, Bulldozer                                               | Real Recognize Real   |
| The Quiett, Paloalto         | Prime Time, Good Day                                        | Real Recognize Real   |
| Changmo, BeWhY               | Maestro, Forever                                            | Real Recognize Real   |
| E SENS                       | Got to Know                                                 | Real Recognize Real   |
| Got7                         | Lullaby, Fire, Nightmare, Lullaby (Dark Ver.)               | A Beautiful Nightmare |
| JJ Lin                       | Little big us, Twilight                                     | Twilight              |
| JJ Lin, Kim Jong-kook        | Hate That Happiness Came                                    | Twilight              |
| Wanna One                    | Burn It Up, Beautiful (MAMA ver.), Spring Breeze, Energetic | One Love              |
| BTS                          | Airplane pt. 2, O!RUL8,2? Love Yourself Remix, Idol         | Love Yourself +       |